# Елітсерія з хокею 1928—1929
Елітсерія: 1928—1929 — 2-й сезон у Елітсерії, що була на той час найвищою за рівнем клубною лігою у шведському хокеї з шайбою.
У чемпіонаті взяли участь 6 клубів. Турнір проходив у два кола.
Переможцем змагань став клуб ІК «Йота» (Стокгольм).

## Турнірна таблиця
|   | Команда                    | І  | В | Н | П | Ш       | О  |
| - | -------------------------- | -- | - | - | - | ------- | -- |
| 1 | ІК «Йота» (Стокгольм)      | 10 | 7 | 1 | 2 | 39 - 15 | 15 |
| 2 | Седертельє СК              | 10 | 6 | 2 | 2 | 38 - 18 | 14 |
| 3 | «Юргорден» ІФ (Стокгольм)  | 10 | 6 | 1 | 3 | 27 - 21 | 13 |
| 4 | «Карлбергс» БК (Стокгольм) | 10 | 4 | 1 | 5 | 22 – 28 | 9  |
| 5 | «Гаммарбю» ІФ (Стокгольм)  | 10 | 3 | 1 | 6 | 25 - 38 | 7  |
| 6 | Лідінге ІФ                 | 10 | 1 | 0 | 5 | 13 - 32 | 2  |